# Máté Krisztián

Máté Krisztián (Salgótarján, 1979. január 10. –) magyar színész, rendező.

## Életpályája
A művészetek iránti érdeklődését és szeretetét főleg édesanyjának és nagybátyjának Szepesi József költőnek köszönheti. Érettségi után az ELTE-BTK magyar szakán tanult. 2002-ben végzett a Shakespeare Színművészeti Akadémián. Osztályfőnökei Csiszár Imre és Szőke István voltak.
Tanárai: Tímár Éva, Várady Mária, Lőkös Ildikó, Lojko Lakatos József, Gombár Judit, Kovács Gábor Dénes.
2004-ben megalapította a Ködszurkálók Színházat, amely tíz éven át működött.  
Vendégként sok színházban megfordult. 
2013 óta a Zenthe Ferenc Színház tagja.
```
A Színház és Film Intézet oktatója.
[
1
]
```

## Mesedarabok
- Nógrádi Gábor: Segítség, Ember (Sün Sámuel)

- Csukás István: Ágacska (Béka Berci, Virág, Rezső kacsa)

- Béres Melinda: Széllelbélelt mesék (Polgármester, Sir Szőrtelen, Ocosch)

- Keller Zsuzsa: Csillaglány (Burkalaf)

- Jergenyij Svarc: Hókirálynő (Tanácsnok)

- Grimm: Holle anyó (Béka Béni)

- Luís Sepulvera: A sirályfióka esete a macskával, aki megtanította repülni (Rojtosfülű)

- Buda Ferenc: Mátyás király és a cinkotai kántor (Mátyás)

- Grimm: Hófehérke és a hét törpe (Morgó)

- Benedek Elek: Szélike királykisasszony (Zamúr király)

- Janusz Korczak: Matykó király (Doktor)

- Carlo Collodi:  Litvai Nelli (Pinokkió (Sántha Róka)

- Páskándi Géza: Furfangos Péter (Tőtöttgége herceg)

- Schwajda György: Nincs többé iskola (Kisbalta)

- Fazekas Mihály-Schwajda György: Ludas Matyi (Galiba)

## Filmjei
- Török Ferenc: Szezon

- Mészáros Péter: Stammbuch

- Csemer Géza: Dankó Pista

- Kerényi Mihály: Művésznegyed-rövidfilmek

- Kerényi Mihály: Tiszta őrület,

## Rendezései
- Lanford Wilson: Kéretik elégetni

- Slawomir Mrozek: Emigránsok

- August Strindberg: Julie kisasszony

- Egon Wolff: Papírvirágok

- Szép Ernő: Kávécsarnok

- Maria Irene Fornes: A Duna

- Patrick Marber: Közelebb

- T.Pataki László: Kit szerettél, Ádám?

- Boris Vian: Medúza-Fő

- Michel Tremblay: Sógornők

## Díjai
- Vastaps - díj (2014)
- Zenthe Ferenc Emlékplakett (2014)
- Legjobb rendező (2015) - Komáromi Jókai Napok
- Vastaps-díj (2022)